# Stepan (gat)
Stepan (ucraïnès: Степан) és un gat ucraïnès que va guanyar popularitat mundial a les xarxes socials per la seva naturalesa tranquil·la i la seva postura descansada, convertint-lo en el gat més popular d'Ucraïna. Té més d'un milió i mig de seguidors a Twitter i Instagram. I des del 2019, Stepan també té un compte a la xarxa TikTok.
Stepan va néixer l'any 2008 a Khàrkiv. La propietària de Stepan, Anna, el va trobar quan era petit. Des de llavors ha viscut amb ella en un edifici d'apartaments de gran alçada a Saltivka, Kharkiv. El 2020, durant el període de quarantena, Anna va gravar el primer vídeo amb el seu gat i va rebre diversos milions de visualitzacions. Des d'aleshores, l'Anna ha estat penjant noves fotos i fent fotos de la seva mascota gairebé cada dia, sempre amb noves imatges per a Stepan.
Segons el canal de YouTube de The Moscow Times, el juliol de 2021, la fama del felí havia traspassat les fronteres del país, amb Stepan "captant el cor" de l'Internet rus.
El novembre de 2021, Britney Spears va augmentar l'atenció sobre el gat a una publicació seva a Instagram. La publicació va tenir més d'1,1 milions de m'agrada i gairebé nou mil comentaris. Poc després, la casa de moda italiana Valentino va publicar un anunci per a una de les seves bosses de mà, amb el gat Stepan.
El 24 de febrer de 2022, Anna i Stepan es van veure sorpresos per la invasió russa d'Ucraïna, durant la qual s'estaven duent a terme atacs violents a Khàrkiv, amb la destrucció de part de la ciutat, inclosos els barris residencials, causant desenes de morts i ferits. Després que comencés la invasió, els comptes de les xarxes socials de Stepan van confirmar que tant l'animal com el seu amo van sobreviure als bombardejos i es van trobar en un refugi. Des d'aleshores, les fotos de Stepan han anat acompanyades de fotos de la destrucció causada per les forces russes i de missatges que demanen la fi de la invasió i el retorn a la pau. I anunciant que finalment havien traspassat la frontera polonesa i es dirigien cap a França amb l'ajuda de la Bloggers Association de Mónaco, esperant el dia que podran tornar a casa seva de nou.